# ۶۰۶ (پیش از میلاد)
۶۰۶ (پیش از میلاد) ۶۰۶مین سال قبل از تقویم میلادی است.